# Premonition (álbum de Tony MacAlpine)
Premonition es el sexto álbum de estudio del guitarrista estadounidense Tony MacAlpine, publicado en 1994 a través de Shrapnel Records.

## Recepción crítica
Robert Taylor de AllMusic le otorgó a Premonition dos estrellas y media de cinco posibles, diciendo que era "muy monótono con melodías poco memorables y poca variedad en el sonido de guitarra" y "poco más que mediocre lanzamiento en un género [musical] ya cansado". A pesar de ello elogió la rapidez de la guitarra y las excelentes contribuciones del batería Deen Castronovo, aunque remarcó que "las predecibles estructuras de las canciones limitan mucho las posibilidades de la música".

## Lista de canciones
Toda la música compuesta por Tony MacAlpine, excepto donde se indique lo contrario. 
| N.º | Título                                       | Duración |  |
| 1.  | «Opus 28 #18» (Frédéric Chopin)              | 0:49     |  |
| 2.  | «The Violin Song»                            | 6:00     |  |
| 3.  | «Ghost of Versailles»                        | 4:30     |  |
| 4.  | «Tower of London»                            | 4:15     |  |
| 5.  | «Rusalka»                                    | 7:15     |  |
| 6.  | «Rondeau Partita #2» (Johann Sebastian Bach) | 1:22     |  |
| 7.  | «Gila Monster»                               | 3:37     |  |
| 8.  | «The Czar»                                   | 5:22     |  |
| 9.  | «Maestro di Cappella»                        | 4:30     |  |
| 10. | «Inflection»                                 | 5:13     |  |
| 11. | «Opus 28 #3» (Chopin)                        | 0:53     |  |
| 12. | «Animation»                                  | 5:05     |  |
| 13. | «Winter in Osaka»                            | 4:37     |  |

## Créditos
- Tony MacAlpine – guitarra, teclados (excepto pistas 2, 10), producción
- Jens Johansson – teclados (pistas 2, 10)
- Deen Castronovo – batería
- Tony Franklin – bajo
- Steve Fontano – ingeniería
- Shawn Morris – ingeniería
- Joe Marquez – ingeniería
- Arjan MacNamara – ingeniería, masterización
- Mark "Mooka" Rennick – overdubbing, mezclas, masterización
- Mike Varney – productor ejecutivo